# Alphabet de Ben Sira
L'Alphabet de Ben Sira (latin : Alphabetum Siracidis ; hébreu : Othijoth ben Sira) est un texte médiéval anonyme, faussement attribué à Jésus ben Sira, l'auteur du Siracide. Il est daté en réalité entre 700 et 1000 de notre ère. Il est composé de deux listes de proverbes : vingt-deux en araméen, et vingt-deux en hébreu, les deux disposés en acrostiches alphabétiques. Chaque proverbe est suivi d'un commentaire haggadique.
L'Alphabet de Ben Sira a pu être qualifié de satirique, dans la mesure où il aborde les sujets de la masturbation, de l'inceste et des flatulences. Le texte a été traduit en latin, yiddish, judéo-espagnol, français et allemand.
L'œuvre est surtout connue pour avoir popularisé le personnage de Lilith, la « première femme » avant Ève.

## Les proverbes araméens
Ils constituent de loin la partie la plus ancienne de l'ouvrage. Cinq d'entre eux ont été identifiés dans la littérature talmudique-midrashique. Les commentaires hébreux commentant les proverbes avec des fables sont beaucoup plus récents.
Traduction :
1. Honore le médecin avant d'avoir besoin de lui (Ecclésiastique 38:1) ;
2. Si un fils ne se conduit pas comme un fils, laisse-le flotter sur l'eau ;
3. Ronge l'os qui t'échoit, qu'il soit bon ou mauvais ;
4. L'or doit être martelé et l'enfant doit être battu ;
5. Sois bon et ne refuse pas ta part du bien ;
6. Malheur au méchant et malheur à ses compagnons ;
7. Jette ton pain sur les eaux et sur la terre, car avec le temps tu le retrouveras (Ecclésiaste 11:1) ;
8. As-tu vu un cul noir ? [Puis] il n'était ni noir ni blanc ;
9. N'accorde rien de bon sur ce qui est mal et aucun mal ne t'arrivera ;
10. Ne retiens jamais ta main de faire le bien ;
11. La mariée entre dans la chambre nuptiale et, cependant, ne sait pas ce qui va lui arriver ;
12. Un coup d'œil suffit au sage ; à l'imbécile il faut un coup de bâton (Voir Proverbes 22:15) ;
13. Celui qui honore qui le méprise est un âne ;
14. Un petit feu peut embraser une grande forêt (Jacques 3,5) ;
15. Une vieille dans une maison est un bon présage pour la maison ;
16. Une bonne caution doit être appliquée à une centaine de lendemains ; une mauvaise à cent mille.
17. Lève-toi rapidement de la table et tu éviteras les disputes.
18. Dans les affaires, traiter seulement avec les supérieurs.
19. Si les marchandises sont à portée de main, le propriétaire les consomme, mais si elles sont au loin, elles le consomment.
20. Ne désavoue pas un vieil ami.
21. Que tu aies soixante conseillers, fie-toi toujours à ta propre opinion.
22. Que celui qui a été satisfait puis a eu faim te donne la main, et non pas celui qui a eu faim et a ensuite été satisfait.

## Le second alphabet
En écho à la première partie, le second alphabet comporte vingt-deux proverbes hébreux. Toutefois, ceux-ci sont de nature très différente de la première partie, et sont beaucoup plus récents.
La moitié de ces proverbes sont empruntés au Talmud et sont des prétextes à introduire des légendes sur la vie de Ben Sira.
Ben Sira est présenté comme fils du prophète Jérémie. Sa renommée aurait atteint Nabuchodonosor lequel l'aurait appelé à sa cour. Nabuchodonosor aurait soumis Ben Sira a diverses épreuves, lequel aurait répondu avec vingt-deux histoires. Certaines de ces fables relèvent de la tradition chrétienne et d'autres de la Pañchatantra indienne.

## Lilith

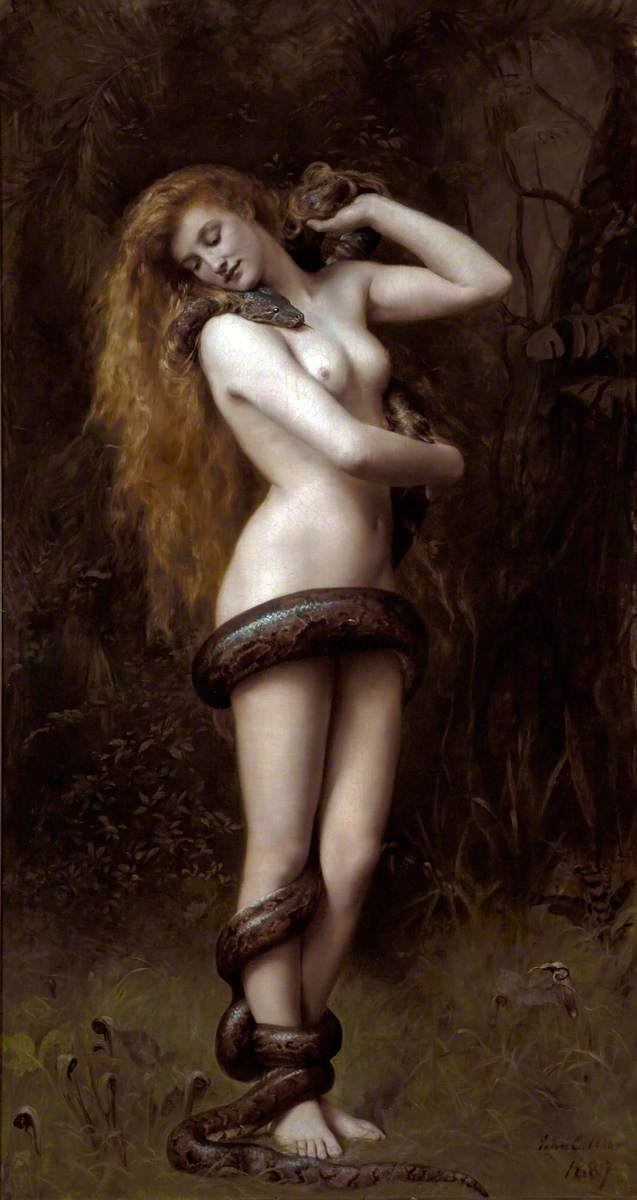
Lilith (1892), par John Collier.

C'est sûrement au mythe de Lilith que l'Alphabet de Sirach doit sa plus grande célébrité.
L'histoire de Lilith est la réponse que fait Ben Sira à la cinquième demande de Nabuchodonosor.
Voici la traduction intégrale de ce texte :
« 
Peu après, le jeune fils de Nabuchodonosor tomba malade. Celui-ci dit à Sira, “Guéris mon fils, sinon tu périras.” Sira s'assit et conçut une amulette où il écrivit le Saint Nom ainsi que ceux des anges chargés de la médecine, des formes, des images, leurs ailes, leurs mains et leurs pieds. Nabuchodonosor regarda l'amulette : “Qui sont-ils ?”

“Ce sont les anges qui sont responsables de la médecine, Senoy, Sansenoy et Semangelof.”

Alors que Dieu a créé Adam, qui était seul, Il dit : “Il n'est pas bon que l'homme soit seul” (Genèse 2:18). Il créa une femme de la terre, comme Il avait créé Adam lui-même et l'appela Lilith. Adam et Lilith commencèrent immédiatement à se battre. Elle disait : “Je refuse à me tenir au-dessous”, et il répondait : “Je ne veux pas me tenir en dessous de toi, mais seulement au-dessus. Car tu es juste bonne à être dans la position la plus basse, alors qu'il me revient d'être le plus élevé.”

Lilith répondit : “Nous sommes égaux l'un à l'autre car nous avons tous deux été créés à partir de la terre.” Mais personne ne répondit. Lorsque Lilith vit cela, elle prononça le Nom Ineffable et s'envola dans les airs. Adam était en prière devant son Créateur : “Souverain de l'univers ! dit-il, la femme que tu m'as donnée s'est enfuie.” Alors le Seigneur envoya trois anges pour la ramener.

Le Seigneur dit à Adam : “Il sera bien qu'elle accepte de revenir, sinon, chaque jour cent de ses enfants mourront.” Les anges avaient quitté Dieu et poursuivi Lilith, qu'ils atteignirent dans le milieu de la mer, dans les eaux puissantes où les Égyptiens étaient destinés à se noyer. Ils répétèrent les paroles de Dieu mais elle ne voulait pas revenir. Les anges dirent : “Alors nous devrons te noyer dans la mer.”
“Laissez-moi !” dit-elle. “J'ai été créée seulement pour provoquer la maladie chez les nourrissons.” Si l'enfant est mâle, j'ai le pouvoir sur lui pendant huit jours après sa naissance, si c'est une fille, pendant vingt jours."

Quand les anges entendirent les paroles de Lilith, ils insistèrent pour qu'elle revienne. Elle leur jura par le nom de l'Éternel : “Chaque fois que je vous vois, ou vos noms ou vos amulettes, je n'ai aucun pouvoir sur le nourrisson.” C'est pourquoi on écrit le nom des jeunes enfants sur des amulettes. Elle accepta également qu'une centaine de ses enfants meurent chaque jour. Aussi, tous les jours cent démons périssent. »

### Articles liés
- Ben Sira
- Siracide
- Lilith

#### Sources anciennes
- Thessalonique, 1514, deux copies anciennes ;
- Constantinople, 1519, une copie complète à la British Library, et une copie incomplète à la bibliothèque bodléienne d'Oxford.
- Venise, une copie de 1544, éditée par Steinschneider en 1854 ; source de la plupart des éditions ultérieures.

#### Sources modernes
- Eisenstein, J.D., Alpha Beta Ben Sira, in : Otsar Midrashim vol. 1 (1915).
- Steinschneider, Moritz Alphabeticum Syracidis, Berlin (1854).
- Steinschneider, Moritz Alphabeticum Syracidis utrumque, cum expositione antiqua (narrationes et fabulas continente), Berlin (1858).
- David Stern, Mark Jay Mirsky (eds.), Rabbinic Fantasies : Imaginative Narratives from Classical Hebrew Literature, Yale Judaica Series (1998).  (ISBN 0-300-07402-6)
- Taylor, C., The Alphabet of Ben Sira, in : JQR 17 (1904/05), pp. 238-239.
- Taylor, C., The Alphabet of Ben Sira, in : Journal of Philology 30 (1907), pp. 95-132.
- Tobias Lachs, Samuel, The Alphabet of Ben Sira, Gratz College Annual of Jewish Studies 11 (1973), pp. 9-28.

#### Sources Web
- L'Alphabet de Sirach  T. Witton Davies (International Standard Bible Encyclopedia)
- L'Alphabet de Ben Sira Joshua Yuter
- Ben Sira, L'Alphabet de,  Crawford Howell Toy, Louis Ginzberg, Jewish Encyclopedia.
- Article sur Lilith
- Fragments de l'Alphabet de Ben Sira